# 华为智能汽车业务
中國大陸科技企业华为最早于2012年开始研究汽车相关的技术。现时已与多间汽车厂商达成合作，推出包含华为智能汽车产品或解决方案的车型。

## 历史

### 发展历程
华为最早于2012年开始进行汽车相关研究。该年5月，华为在2012实验室下成立了车联网实验室，研究电动汽车技术；2013年，华为对外展示了车载通信相关的产品。此后，华为亦开展车联网、自动驾驶相关的研究，2018年更宣布与奥迪合作研发自动驾驶汽车技术。
2019年是华为消费者BG和华为智能汽车解决方案BU明争的起点，消费者BG CEO余承东在8月开发者大会上官宣包含车机场景的鸿蒙OS与映射手机EMUI的HiCar车载显示系统，车BU总裁王军在全联接大会上9月展示了华为智能汽车解决方案，包含L4级全栈ADS和智能驾驶、网联、座舱、车云和电动等领域解决方案。2020年10月王军发布华为HI(HUAWEI INSIDE)造车合作模式，同月任正非签发3年有效的“华为不造车”决议。2021年4月余承东在华为智选品鉴会上官宣赛力斯华为智选SF5，12月改名问界并推出M5。2023年11月华为智选（车）更名为鸿蒙智行（即四界）。
2019年5月，华为智能汽车解决方案事业部（IAS BU，简称“车BU”；“BU”即之缩写）正式成立，隶属于ICT管理委员会管理；此前在华为日本运营商业务部任职王军ICT业务最高负责人徐直军点将，担任车BU总裁，向徐直军汇报。2020年11月，华为将车BU的业务管辖关系调整到消费者业务管理委员会，意味着面向B端企业的汽车业务与手机等面向消费者的业务在投资层面合并。2021年5月由时任消费者业务CEO余承东担任车BU CEO，王军内部降级，9月降职为车BU COO兼任智能驾驶解决方案产品线总裁，改向余承东汇报。2023年2月，曝去年被处分的王军年初已停职，由余承东接管车BU CEO；5月王军回归，8月担任首席战略官，9月，余承东升任车BU董事长，华为公司副总裁、华为光产品线总裁靳玉志担任车BU CEO，李文广任车BU总裁。

### 车BU剥离并独立为引望公司
2023年11月25日，华为与长安汽车签署了《投资合作备忘录》，分离新公司从事汽车智能系统及部件解决方案的研发、设计、生产、销售和服务。华为车BU部分业务的技术、资产和人员将分拆至新公司，2024年1月定名深圳引望(newcool)。华为亦邀请鸿蒙智行合作的四家厂商投资新合资公司。财报显示，车BU截至2023年累计研发投入超过300亿元，研发团队规模达到7000人，并于2024年一季度扭亏为盈；同时华为承诺在八年内，直接或间接持有的引望股权比例不低于5%。2024年底，引望从华为独立，同时保留鸿蒙智行业务于华为终端BG，报道称研发成本400多亿元，智能驾驶软件工程师达到4000多人。2025年2月，北京引望注册1亿元成立。
2024年8月，阿维塔入股引望公司，分三期出资115亿获取引望10%股份与7个董事席位之一。按前《备忘录》长安汽车一方投资占股比不超过40%。同月，赛力斯出资115亿获取引望10%股份与1个董事席位。据报道，2024年底鸿蒙智行停止扩容，开辟HI PLUS“第三通道”，阿维塔与广汽已签约。

### “造车”传言
2018年华为成立车BU时明确，“华为不造车，但我们聚焦ICT技术，帮助车企造好车”。2020年11月，任正非更在签发的内部文件中强调“以后谁再建言造车，干扰公司，可调离岗位，另外寻找岗位”，而该文件有效期3年。2023年3月，任正非继续发文未来5年不造车。
2021年，有媒体报道称华为寻求收购或控股小康汽车旗下重庆金康新能源汽车和北汽极狐，引发外界对华为期望获取新能源汽车生产资质并进行造车的猜测。对此各相关方均否认有关报道，华为亦重申不造车。2021年6月的声明中更表示不会控股和投资任何汽车企业，亦透露了原因：一是不具备造车实力，二是避免与华为在海外的重要客户产生直接竞争。
2023年3月初，智选车品牌问界的各类宣传物料由“AITO问界”变为“HUAWEI问界”，亦有网友爆料称问界营销端的宣传话术由“华为深度赋能”改为“华为全面主导”。此举被解读为华为接近造车的进一步举措，赛力斯当时回应称，双方长期深度跨界合作关系及合作模式均没有发生变化。不过，华为创始人任正非在3月31日向内部发文，再次强调华为不造车，有效期延长5年；亦明确了华为标识的使用规范，严禁将华为、HUAWEI用于整车宣传和外观上。故余承东当晚发文要求下架所有带华为字样的宣传物料。
长安汽车在2023年11月投资华为车BU并成立新公司，在双方协议中，华为承诺不从事整车业务，同时不再从事新公司里面的业务。

## 技术

### 座舱
问界是首个搭载华为HarmonyOS智能座舱系统（鸿蒙座舱）的汽车品牌。鸿蒙座舱延续了华为手机及平板的操作逻辑，并针对行驶场景做出了优化，还支持手机、电脑等设备与车机系统进行互联。华为方面声称，有约九成的问界用户认为鸿蒙座舱是整台车最满意的特性。

### 智能驾驶
华为最新的HUAWEI ADS 2.0系统号称实现了接近L3级无人驾驶的能力。

### 三电
华为车BU曾经包括智能电动产品线，提供包括电驱、充电、电池管理系统等三电产品。2021年6月，该产品线并入新成立的华为数字能源技术有限公司。现时该板块业务包括DriveONE电驱、高压快充桩等。

## 合作模式
华为现时共有三种与车企的合作模式。以华为的参与程度由浅到深排序，分别为：传统零部件供应商模式、Huawei Inside模式和智选模式。

### 零部件供应商
零部件供应商模式是华为汽车业务与车企最早的合作模式。在该模式下，华为作为一级供应商（Tier 1），向车企提供激光雷达、毫米波雷达、摄像头、电源管理、热管理等零部件。例如，吉利汽車使用华为鸿蒙车机系统，哪吒汽车使用华为的智能驾驶计算平台和激光雷达，比亚迪汽车使用华为HiCar车机系统，广汽传祺使用华为乾崑智驾等等。

### Huawei Inside
Huawei Inside简称华为HI，2020年10月由车BU总裁王军发布。该合作模式下，华为提供全栈的智能汽车解决方案，但产品体验设计及产品定义仍由车企完成。2024年，华为推出了参与程度更高的“HI Plus”合作模式。

#### 北汽极狐

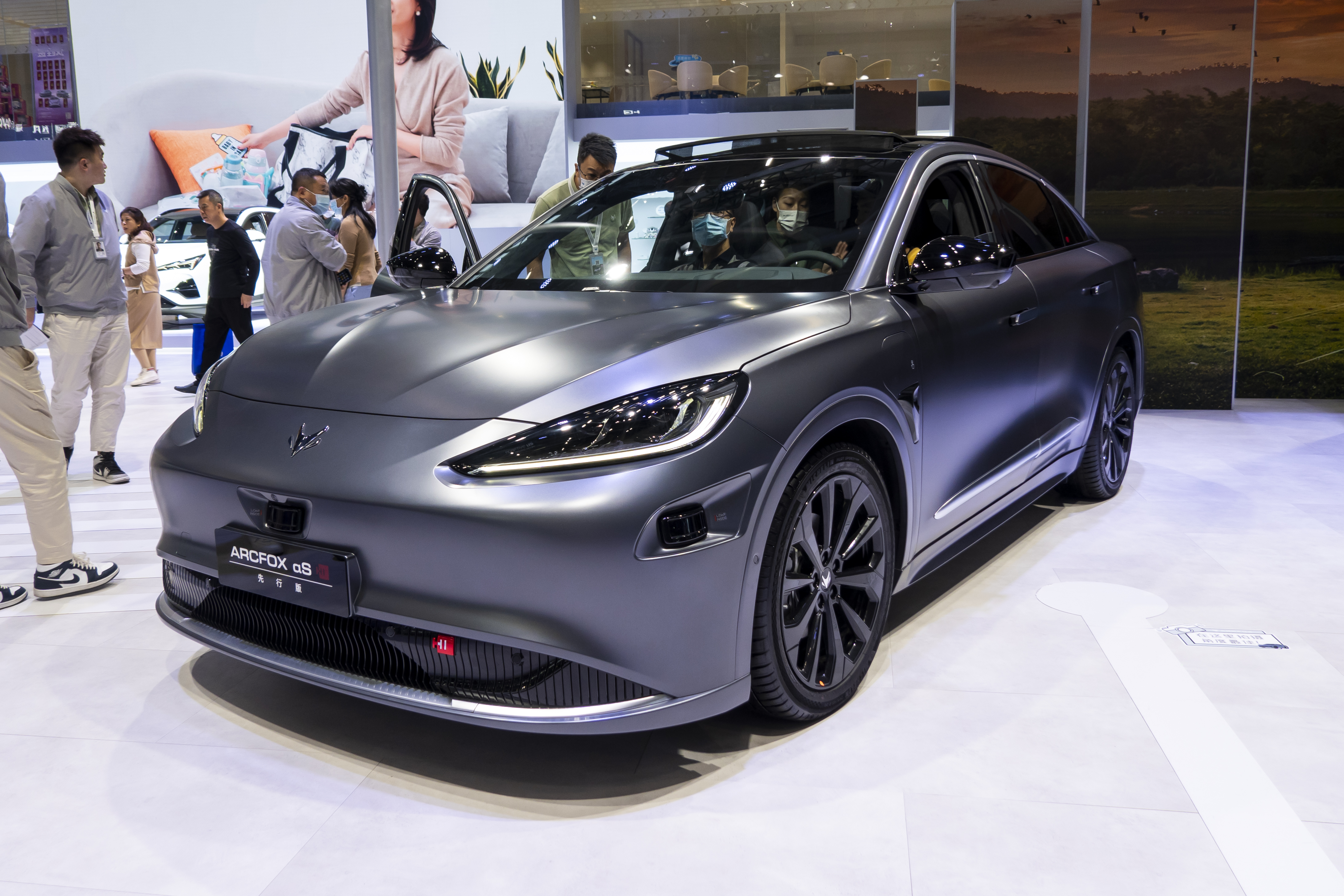
极狐阿尔法S 华为HI版

北汽蓝谷旗下的极狐汽车系华为HI模式的首家合作车企。搭载华为解决方案的极狐阿尔法S华为HI版于2021年发布，2022年上市。
然而，这款车型的市场表现并不佳，极狐方面更在发布一年后推出降价约10万人民币的新款配置以提振销量。余承东曾公开表示，北汽（极狐）的产品定义和竞争力存在问题，华为与北汽的合作将升级为智选模式。

#### 长安阿维塔

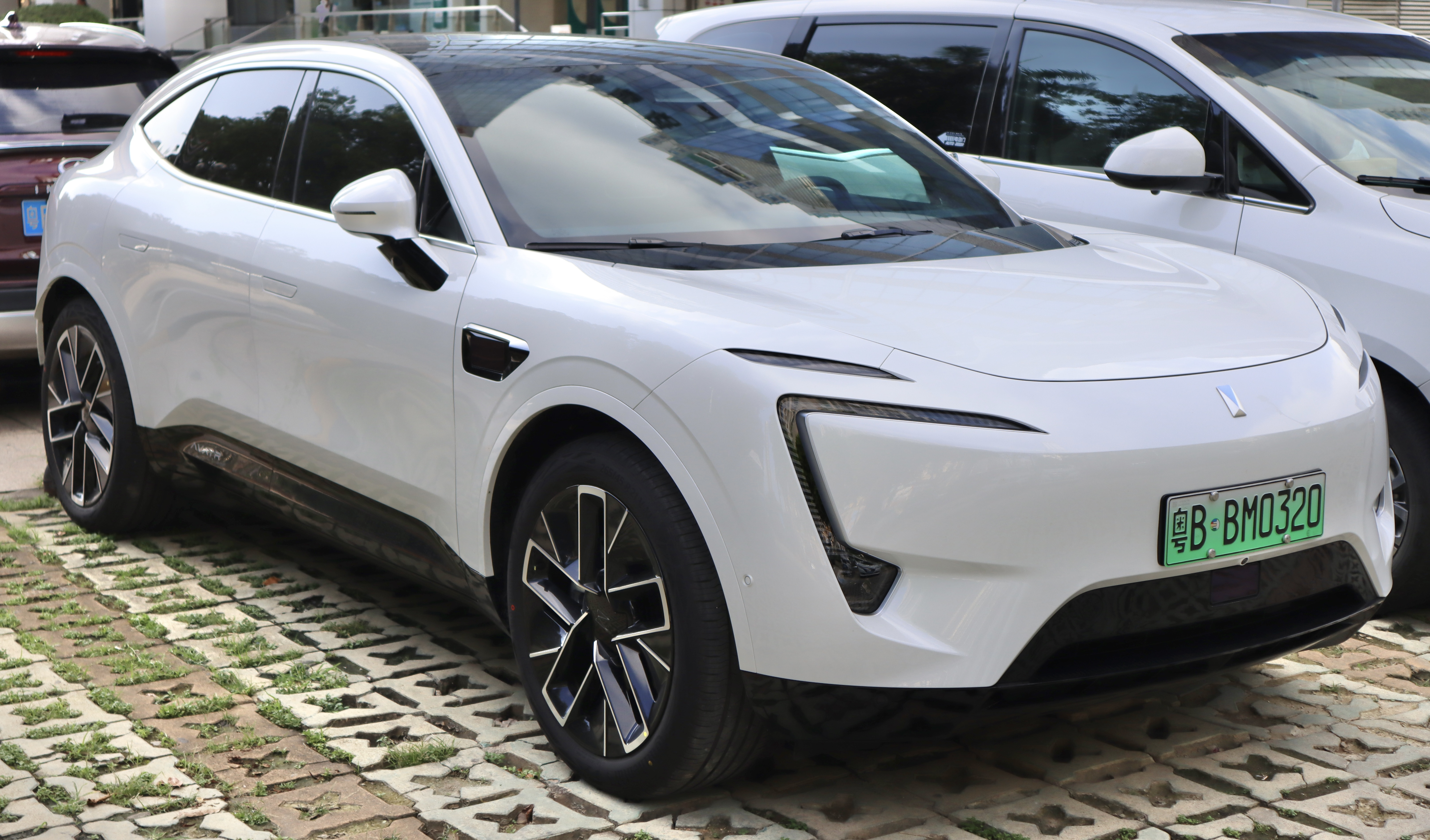
阿维塔11

长安汽车旗下的阿维塔科技，系华为HI模式的第二家合作车企。
阿维塔科技前身为长安与蔚来的合资公司长安蔚来，但该品牌成立以来鲜有消息传出，故长安方面选择另觅合作伙伴发展新能源汽车。2021年，长安蔚来更名为阿维塔科技，并转由长安、华为和宁德时代三方共同合作打造。同时间亦发布了首款车型阿维塔11。2024年8月，阿维塔入股引望公司，华为与阿维塔的合作模式亦升级为HI Plus。2025年2月，报道称华为派了近300人的团队入驻阿维塔重庆总部，并已注册“塔界”商标。华为回应称“塔界”与鸿蒙智行无关。
- 阿维塔11（2022年至今）：中型纯电SUV
- 阿维塔12（英语：Avatr 12）（2023年至今）：中型纯电轿车
- 阿维塔07（2024年至今）：中型纯电/增程SUV

#### 东风岚图、猛士
2024年1月，华为与东风集团旗下的岚图汽车达成战略合作协议。次月，华为再与东风旗下的猛士科技达成战略合作协议。岚图与猛士采用“HI Plus”的合作模式。
- 岚图知音（2024年至今）：中型纯电SUV
- 岚图梦想家（英语：Voyah Dreamer）（2022年至今）：全尺寸纯电/混动MPV

#### 东风日产
2024年11月，东风日产与华为签订战略合作协议，双方将基于HI模式打造一款新车的智能座舱系统，使得东风日产成为首个与华为合作的中外合资车企。

### 鸿蒙智行
鸿蒙智行（英語：Harmony lntelligent Mobility Alliance，简称）品牌，为华为智选（车）模式2023年11月改名而来，随第二“界”——智界S7一同发布。其最早为2021年4月时任消费者业务CEO余承东在华为智选品鉴会上与赛力斯华为智选SF5一起官宣。在该模式下，华为提供整套新能源汽车解决方案，并参与产品定义、造型设计、营销、用户体验、质量管控等环节，而合作车企则负责整车研发、制造和交付。

#### 赛力斯：问界

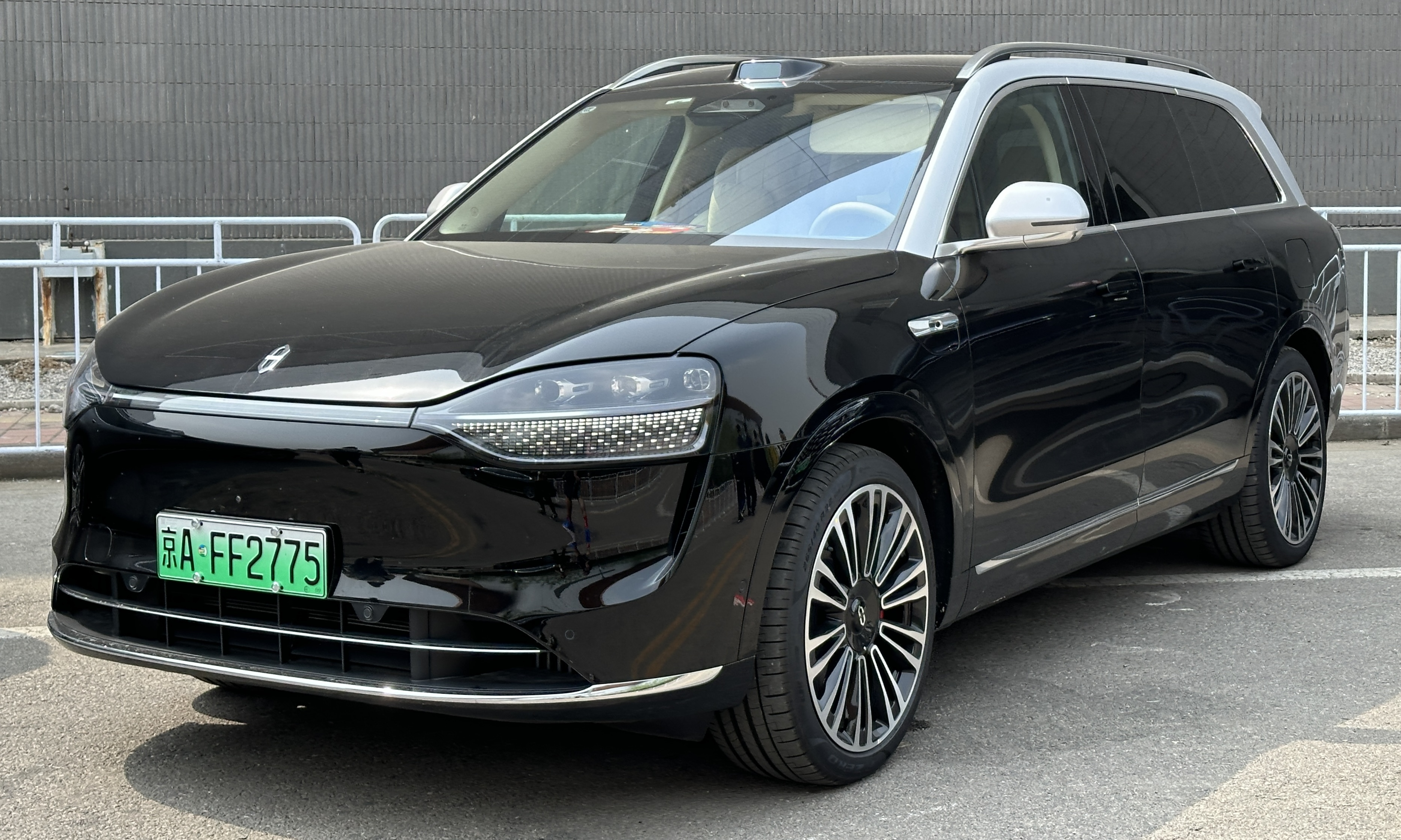
问界M9

问界（AITO）品牌由华为与赛力斯合作推出，是智选模式的首个品牌，于2021年12月发布。
2021年4月，华为宣布与小康股份（现赛力斯集团）达成合作，双方签署了新能源汽车领域合作备忘录；次日发布赛力斯SF5，成为首款华为智选车车型；同年12月，赛力斯与华为发布问界品牌及其首款车型问界M5。
2023年，华为被受让“问界”中文商标，赛力斯旗下的公司则持有英文“AITO”及其logo商标。2025年，赛力斯集团宣布将斥资25亿元收购华为持有的问界相关商标和外观设计专利。
- 賽力斯SF5（2021年至今）：紧凑型SUV，增程式混动
- 问界M5（2021年至今）：中型SUV，设有增程和纯电版本
- 问界M7（2022年至今）：全尺寸SUV，增程式混动
- 问界M9（2023年至今）：全尺寸SUV，设有增程和纯电版本

#### 奇瑞：智界

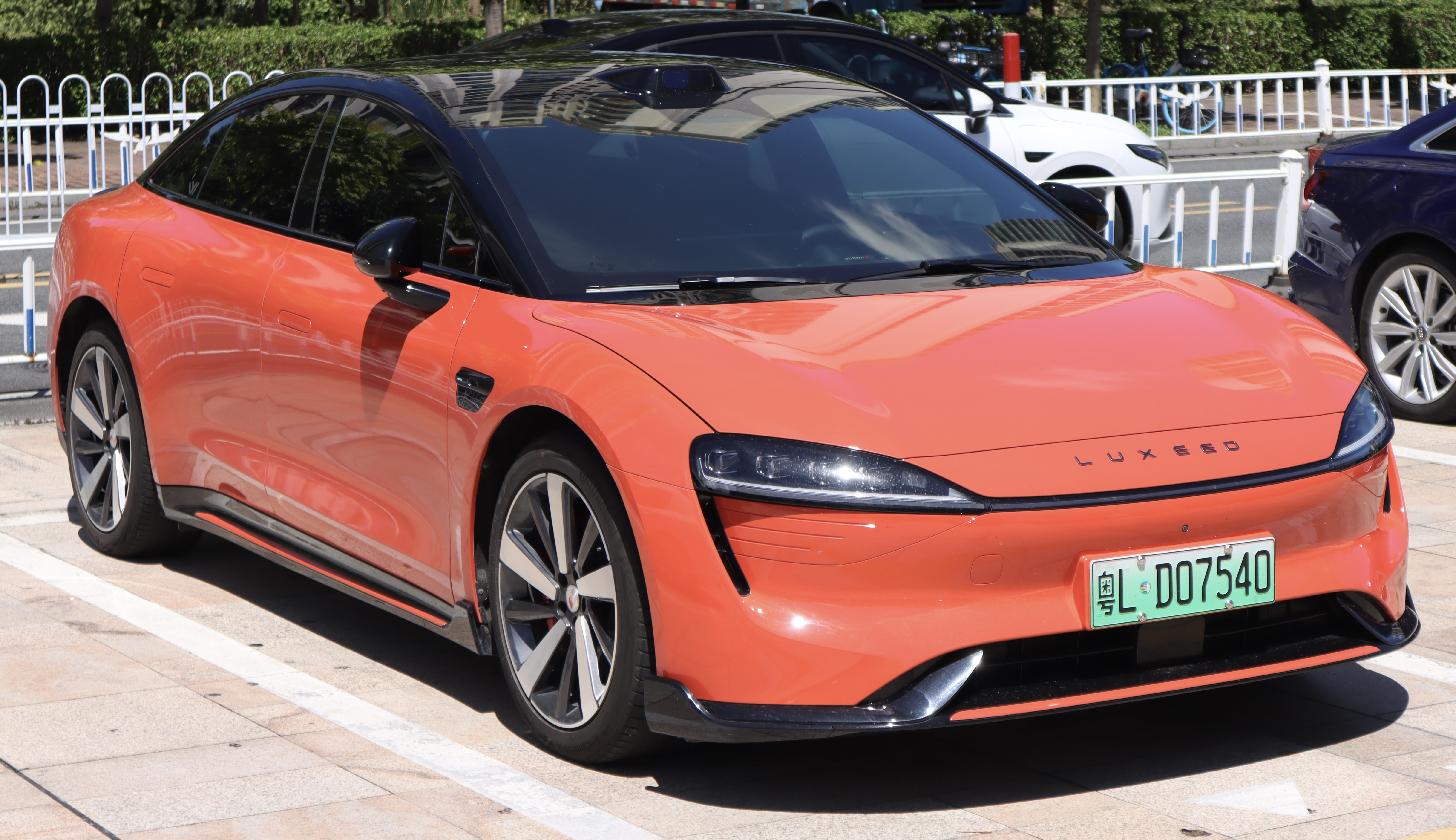
智界S7

智界（Luxeed）品牌由华为与奇瑞汽车合作推出，是智选模式的第二个品牌，于2023年11月携首款车型智界S7发布。
- 智界S7（2023年至今）：C级纯电轿车
- 智界R7（2024年至今）：C级纯电SUV

#### 北汽：享界

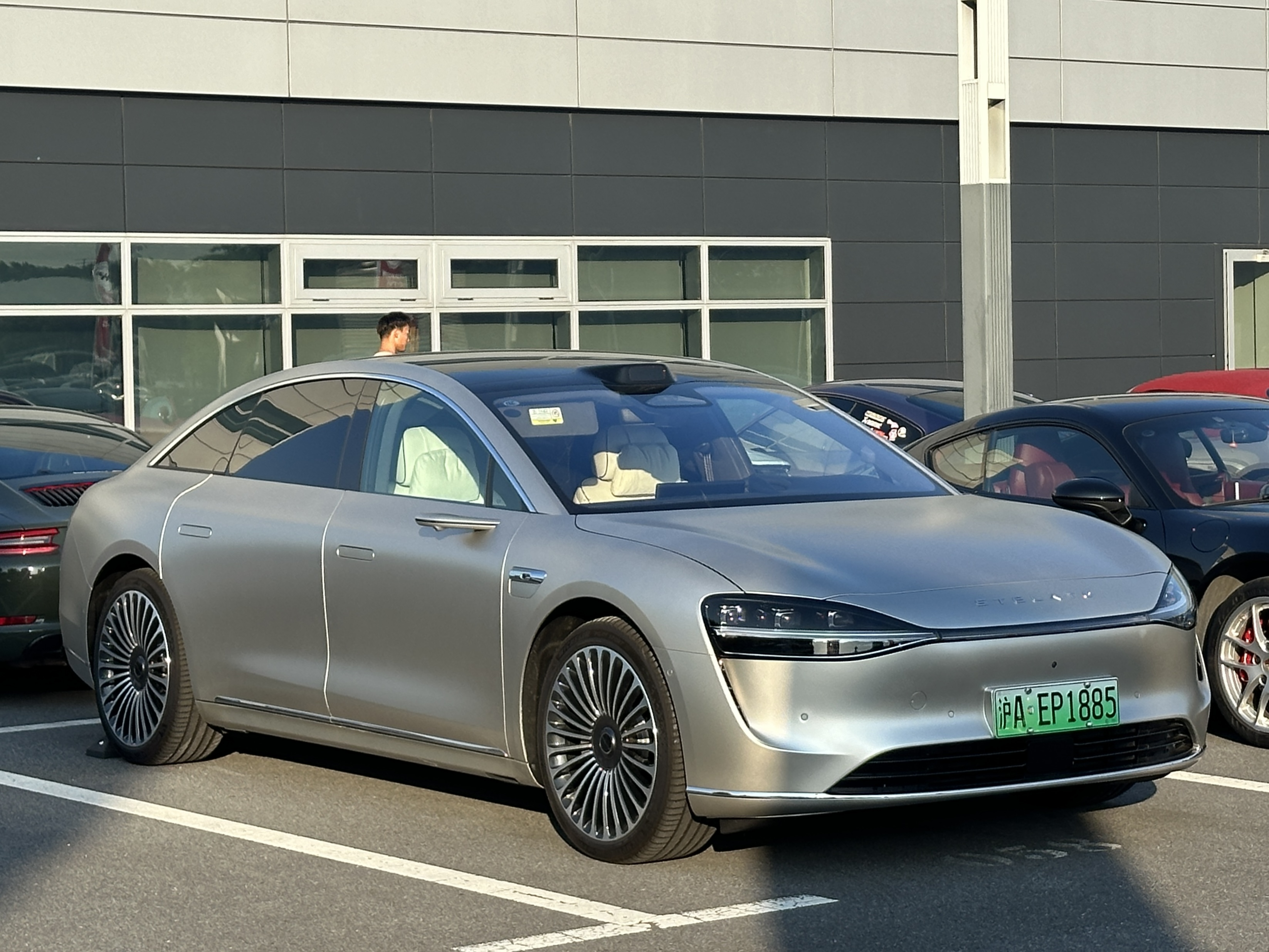
享界S9

享界（Stelato）品牌由华为与北汽新能源合作推出。首款车型享界S9于2024年北京车展发布。
- 享界S9（2024年至今）：全尺寸纯电轿车

#### 江淮：尊界
尊界（Maextro）品牌由华为与江淮汽车合作推出。首款车型尊界S800将为大型纯电MPV，于2024年11月26日在华为Mate品牌盛典上首次亮相，计划于2025年上半年上市。
- 尊界S800（2025年至今）：大型纯电轿车

#### 上汽：尚界
尚界品牌由华为与上汽合作2025年2月正式官宣，据报道首款新车可能基于原先荣威ES39开发，提供两个纯电续航版本，覆盖15万-25万元售价区间。该品牌于2025年4月16日在鸿蒙智行发布会上正式发布，首期投入60亿元，共安排5000人加入团队。上汽为保障车型投产还在上海建设超级工厂。
上汽原董事长陈虹在2021年6月被问及是否会与华为就HI模式合作自动驾驶方案时，指出无法接受华为成为汽车的“灵魂”，车企的灵魂需要自己掌握。2024年7月陈虹退休并由原总裁王晓秋接任董事长，原副总裁贾健旭接任上汽总裁，此后11月开始传出双方合作意向。2025年3月，贾健旭在《轩辕商业评论》采访中表示商讨与华为合作前，陈虹认为华为势能很大，应当努力抓住此次机会合作；而在2021年上汽则在“灵魂论”时期推动零束汽车电子电气架构取代分布式架构。零束平台将应用于首款尚界品牌20万元以下车型与面向海外市场的MG车型。

### 评价
华为曾与广汽集团旗下广汽埃安达成Huawei Inside模式的合作意向。2021年7月，广汽集团公告称，广汽埃安将与华为联合开发一款中大型纯电SUV“AH8”。然而在2023年3月，广汽宣布该项目改为由广汽方面自主开发，华为继续以重要供应商身份参与合作。
对于与华为的合作失败，广汽埃安副总经理肖勇曾在2022年8月的一场行业论坛上表示，华为的零部件质量不错，但“价格也是不受控的，与华为合作基本没有议价能力”。
华为内部亦存在由王军主导的“HI模式”和余承东主导的“智选模式”之争。HI合作模式曾被指投入成本高，无法短期内产生利润。智选车模式亦对华为如何协调不同品牌间研发、生产、渠道资源的配置提出考验，旗下第二个品牌智界的首款车型S7便因关键零部件供应不足及与车厂间协同不佳等因素多次延迟交付，上市后的表现亦不如预期；华为亦计划将智界回归至传统4S店的销售模式。